# هوبه المطعمة (السياني)

تعديل مصدري - تعديل

هوبه المطعمة محلة تابعة لقرية جحب، التابعة لعزلة ذي شراق بمديرية السياني إحدى مديريات محافظة إب في الجمهورية اليمنية.، بلغ تعداد سكانها 51 حسب تعداد اليمن لعام 2004.